# Пољанка
Пољанка (слч. Polianka) насељено је мјесто са административним статусом сеоске општине (слч. obec) у округу Мијава, у Тренчинском крају, Словачка Република.

## Становништво
| Година:    | 1994. | 2004.    | 2014.   | 2024.   |
| ---------- | ----- | -------- | ------- | ------- |
| Број људи: | 401   | 356      | 384     | 396     |
| Разлика:   |       | -11,22 % | +7,86 % | +3,12 % |

| Година:    | 2023. | 2024.   |
| ---------- | ----- | ------- |
| Број људи: | 404   | 396     |
| Разлика:   |       | -1,98 % |

Према подацима о броју становника из 2024. године насеље је имало 396 становника.